# Can Caciques
Can Caciques és un edifici situat al carrer Processó de Llagostera (Gironès) i utilitzat des del març de 2014 com a Centre d'Interpretació de la història de Llagostera. L'edifici conté l'única torre de planta quadrada del poble, anomenada Gemma, i una part del fossar de l'antiga muralla.
El centre cultural permet conèixer la vila medieval a partir de les restes arqueològiques, la muralla i el castell, i el seu objectiu és aglutinar les actuacions culturals i turístiques del consistori. El centre exposa una col·lecció de més de 300 eines que alguns veïns van restaurar, catalogar i donar a l'Ajuntament, i que permeten conèixer oficis antics relacionats amb la indústria surera, el bosc i la terra.

## Galeria d'imatges

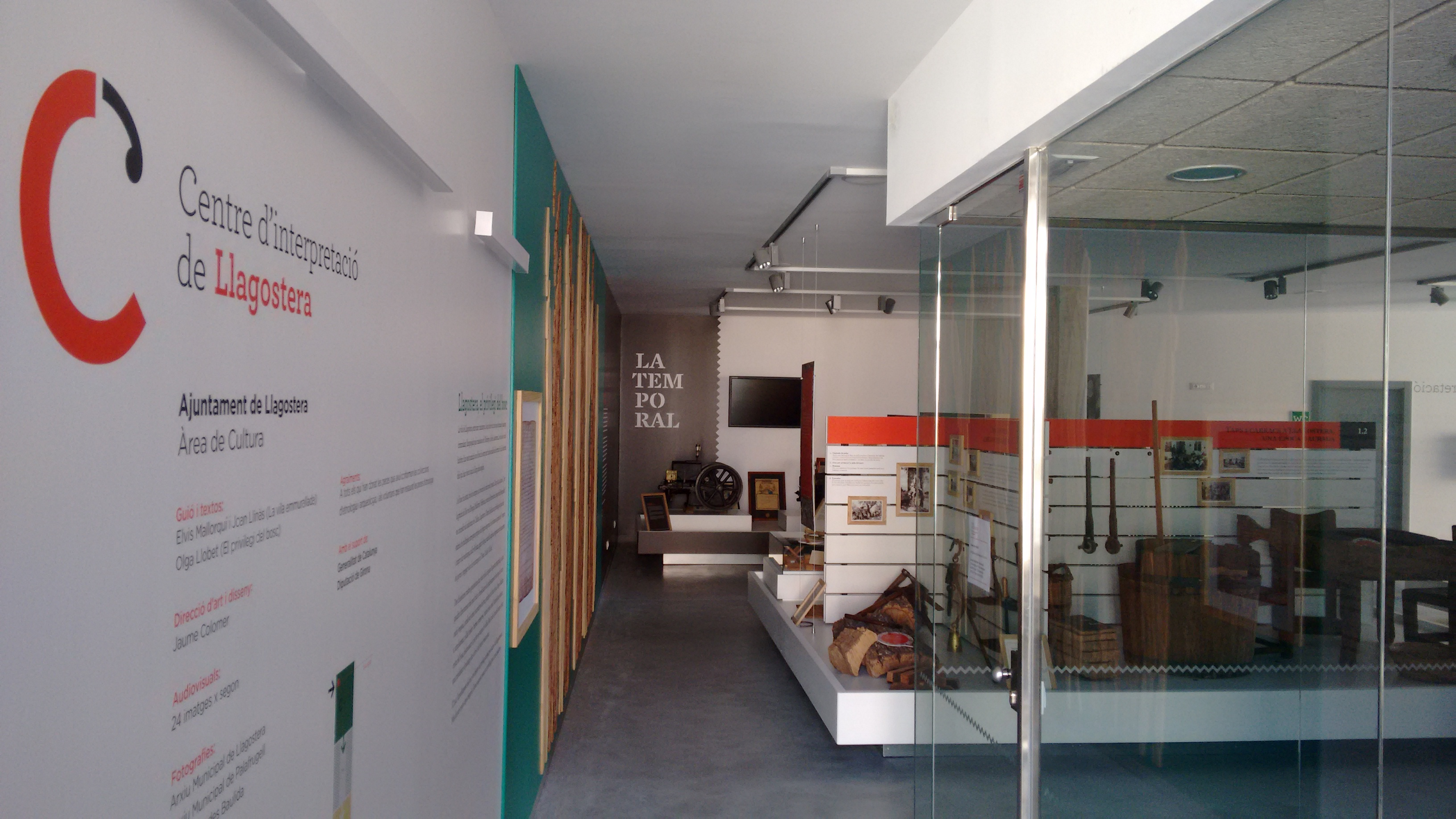
Vista parcial de l'interior del centre d'interpretació
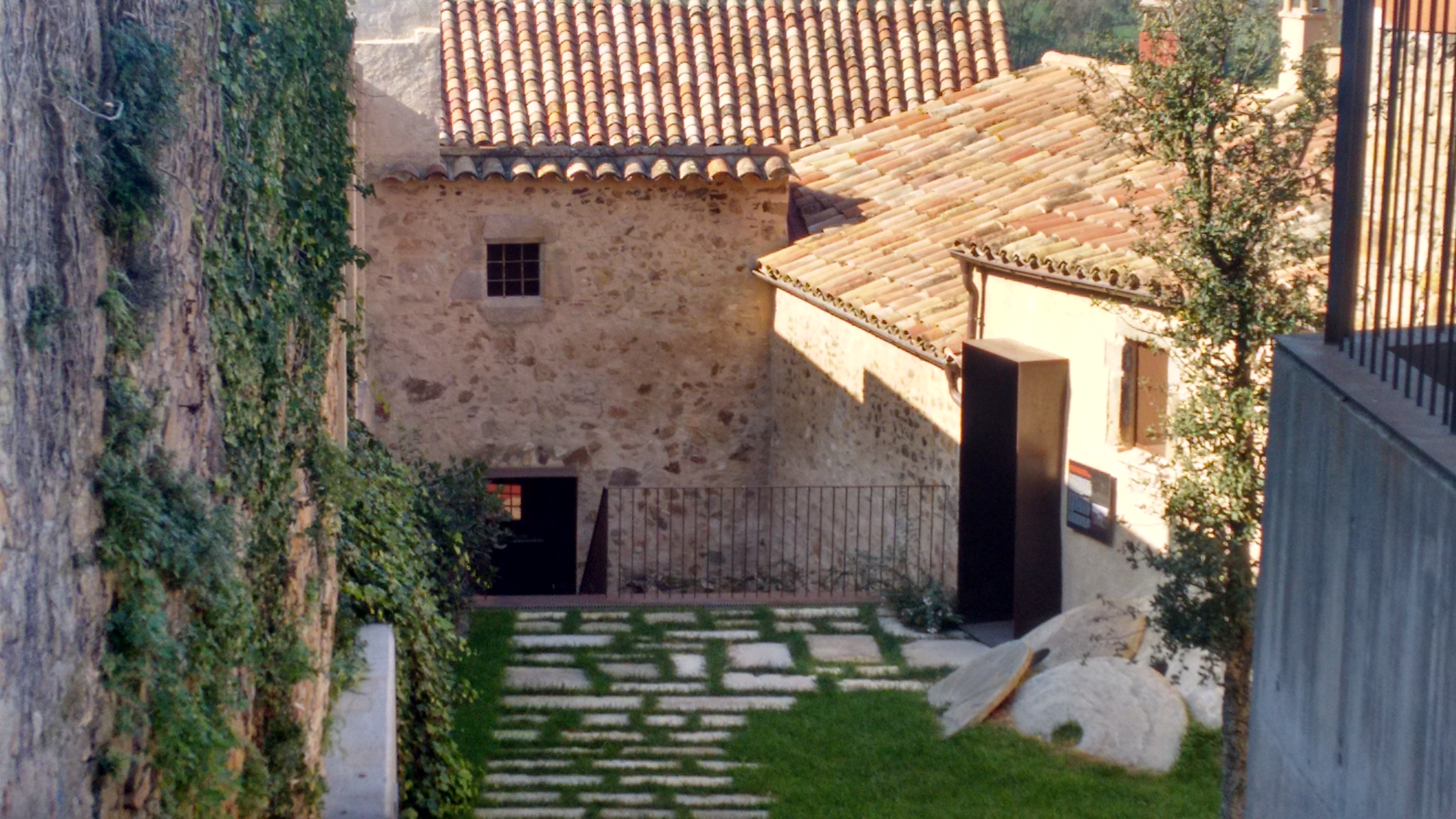
Vista exterior de l'edifici
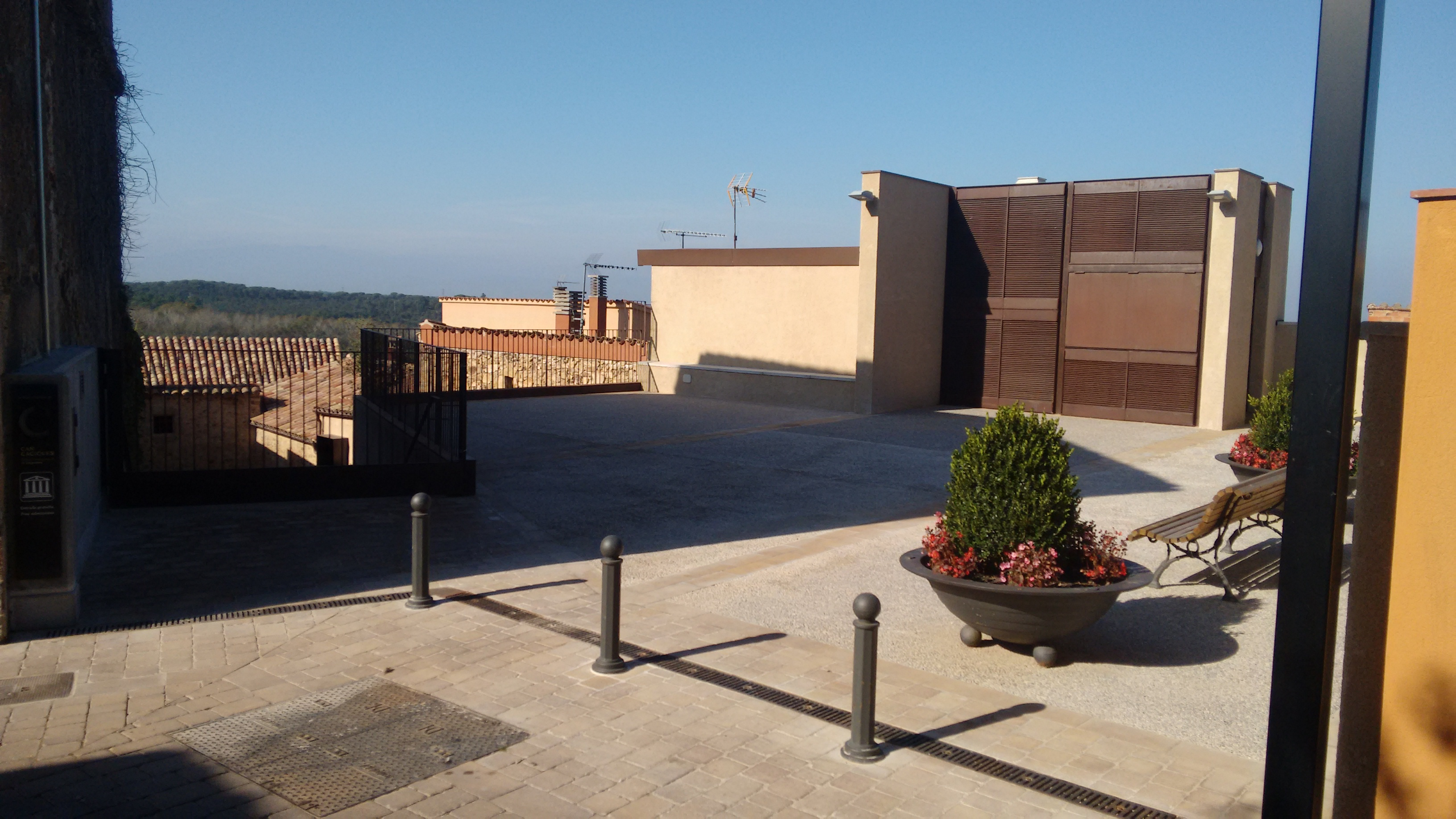
Una de les entrades a l'edifici
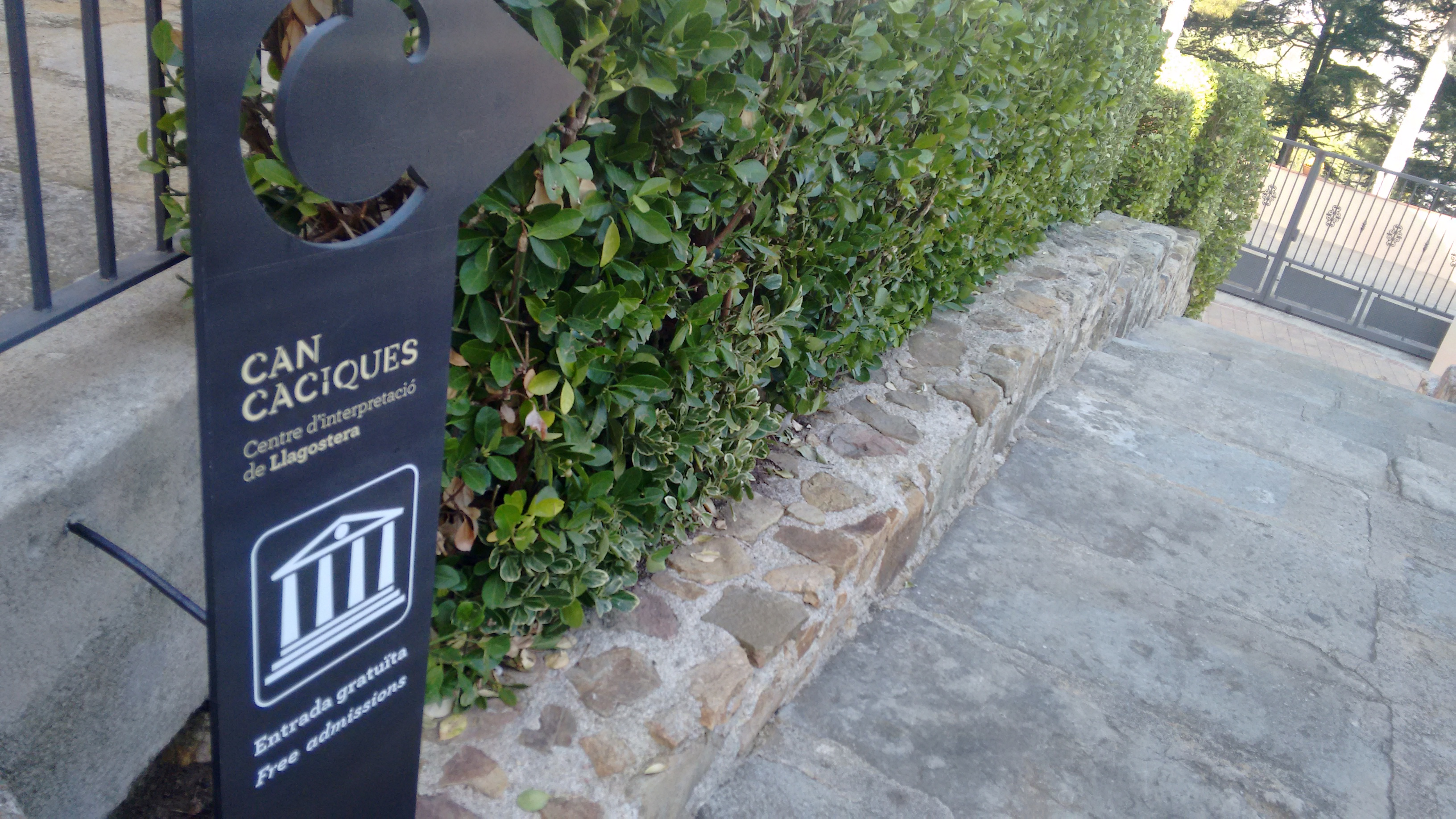
Un dels cartells propers